# Triesnecker (cráter)

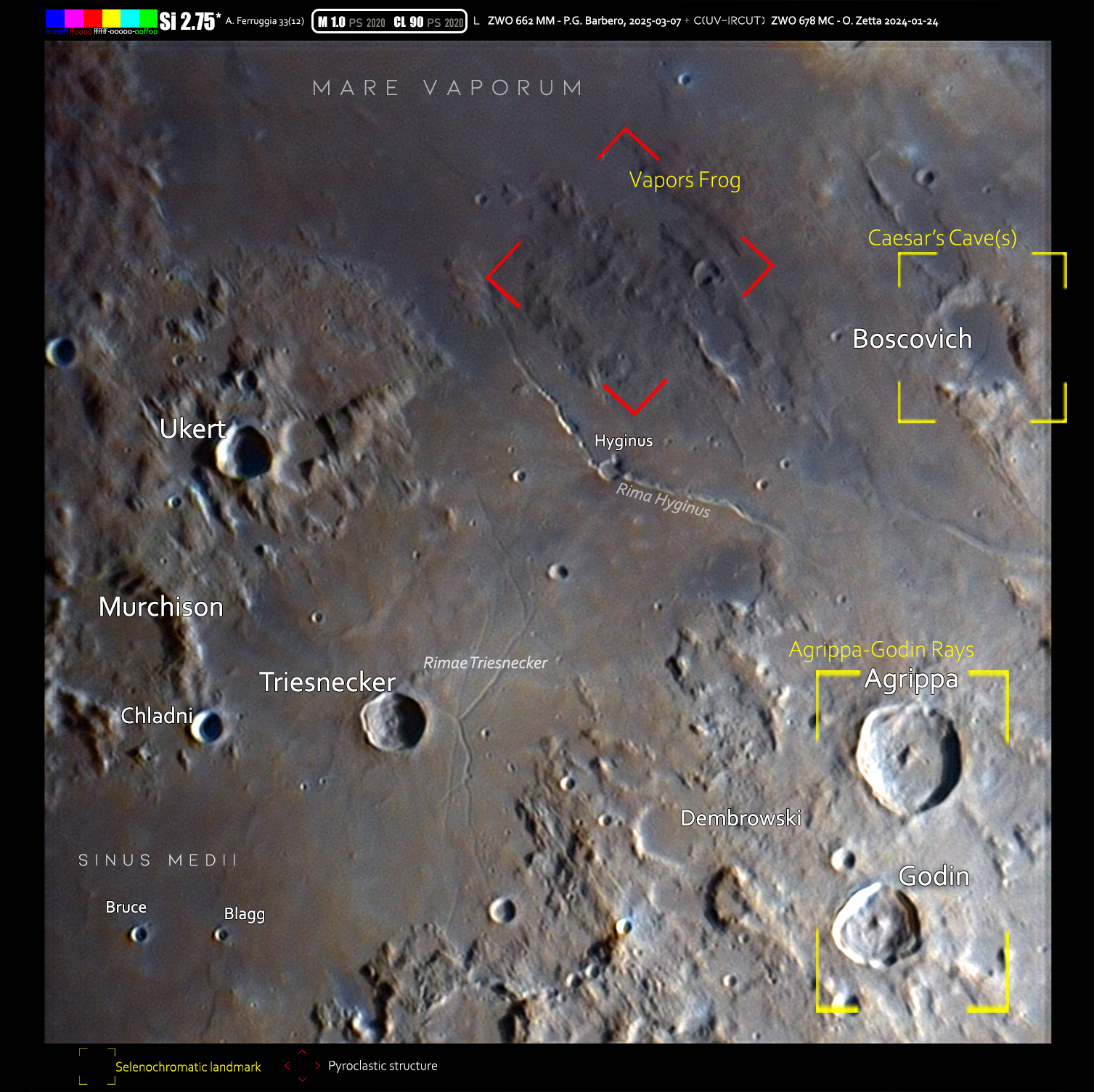
Área del cràter en formato selenocromático

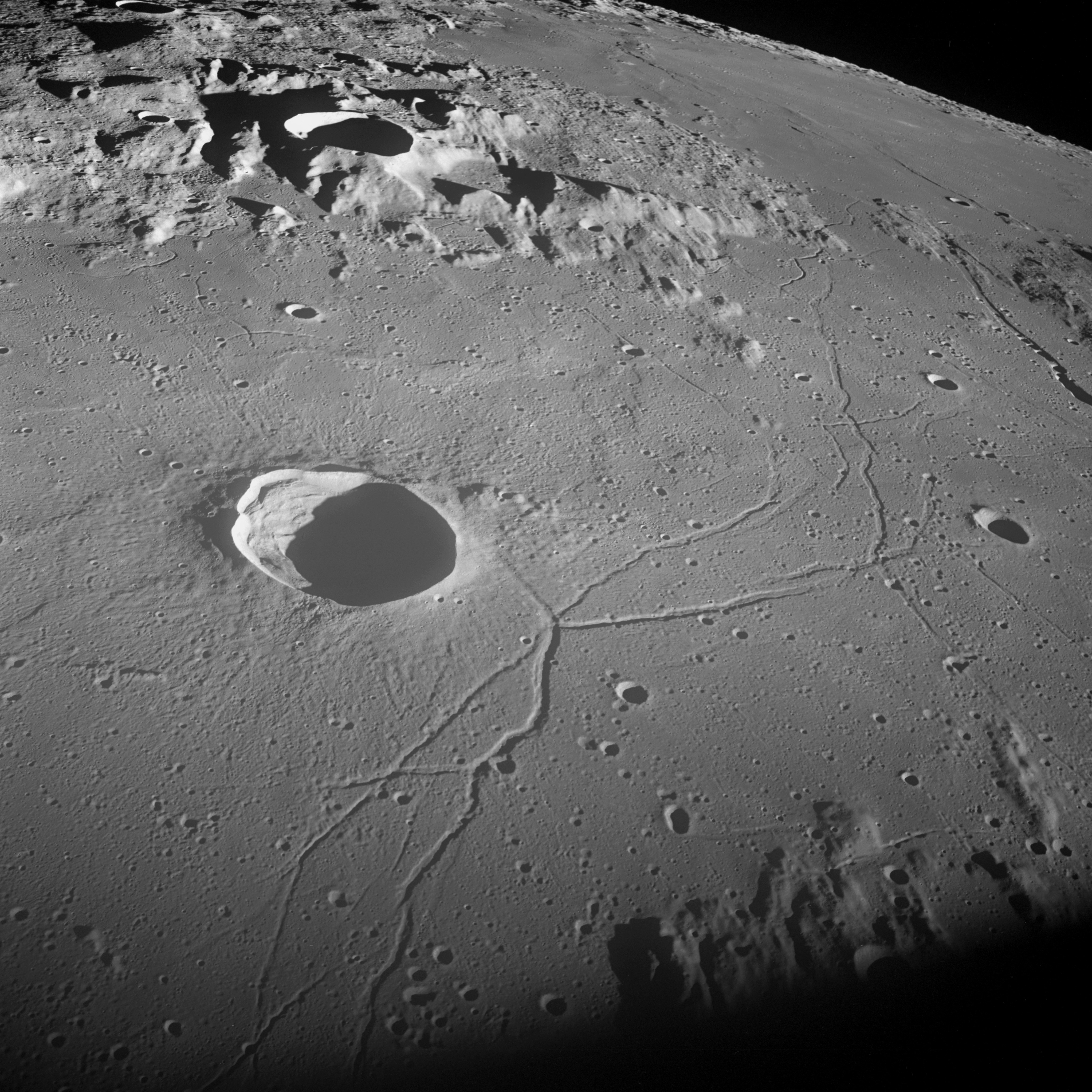
Fotografía de la misión Apolo 10

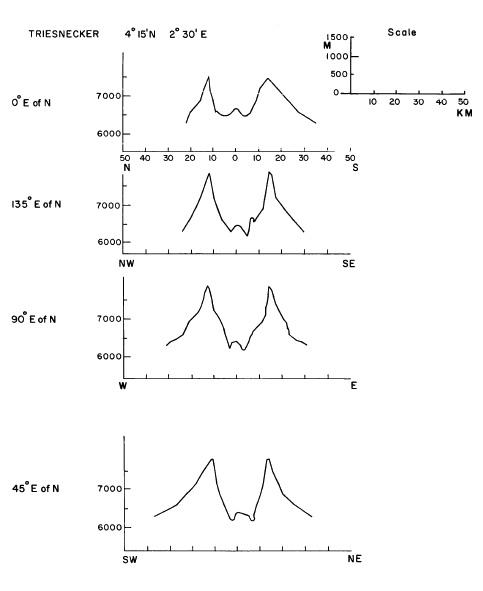
Perfiles transversales del cráter

Triesnecker es un prominente cráter de impacto lunar que se ubica en el Sinus Medii. Se encuentra al noroeste del cráter Rhaeticus, y al sureste de Murchison.
El borde del cráter es de una forma circular algo distorsionada, con una notable protuberancia en la pared occidental, y la menor se levanta en los bordes del sureste y del noreste. Las paredes interiores están aterrazadas, con un pico central en el punto medio. Triesnecker posee un sistema de rayos que es más prominente cuando el sol está en un ángulo alto. Los rayos se extienden sobre 300 kilómetros.
Al este de este cráter se encuentran las Rimae Triesnecker, un amplio sistema de grietas que se extienden sobre un área de unos 200 km, que se desarrolla generalmente de norte a sur. Más allá, hacia el noreste, se encuentra la Rima Hyginus, con el  cráter Hyginus en su punto medio.

## Cráteres satélite
Por convención estos elementos son identificados en los mapas lunares poniendo la letra en el lado del punto medio del cráter que está más cerca de Triesnecker. Triesnecker D, F y G están al sureste, Triesnecker E está al noroeste y Triesnecker H y J están al oesudoeste.
|             | \| Triesnecker \| Coordenadas \| Diámetro \| \| ----------- \| ------------------------ \| -------- \| \| D \| 3°30′N 6°00′E / 3.5, 6.0 \| 6 km \| \| E \| 5°36′N 2°30′E / 5.6, 2.5 \| 5 km \| \| F \| 4°06′N 4°48′E / 4.1, 4.8 \| 4 km \| \| G \| 3°42′N 5°12′E / 3.7, 5.2 \| 3 km \| \| H \| 3°18′N 2°48′E / 3.3, 2.8 \| 3 km \| \| J \| 3°18′N 2°30′E / 3.3, 2.5 \| 3 km \| |          |
| Triesnecker | Coordenadas | Diámetro |
| D           | 3°30′N 6°00′E / 3.5, 6.0 | 6 km     |
| E           | 5°36′N 2°30′E / 5.6, 2.5 | 5 km     |
| F           | 4°06′N 4°48′E / 4.1, 4.8 | 4 km     |
| G           | 3°42′N 5°12′E / 3.7, 5.2 | 3 km     |
| H           | 3°18′N 2°48′E / 3.3, 2.8 | 3 km     |
| J           | 3°18′N 2°30′E / 3.3, 2.5 | 3 km     |

## Referencias

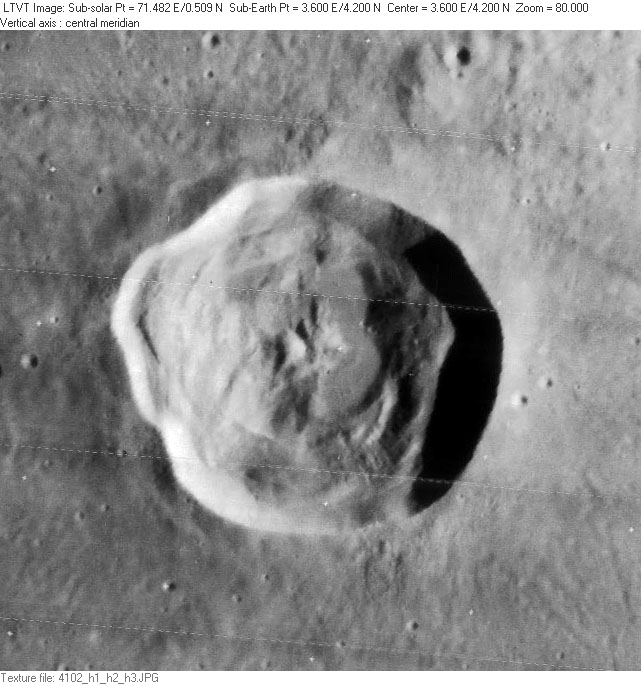
Fotografía de la misión Lunar Orbiter 4